# Ħ

Ħ, ħ는 로마자 H에 줄을 1개 그은 모양을 한 문자이다. 몰타어 및 국제음성기호에서는 무성 인두 마찰음의 뜻을 가진다.
소문자는 키릴 문자 Ћ와 비슷하게 보인다.

## 같이 보기
- Ĥ